# Albert Hulsebosch
Albert Hulsebosch (Albert Joseph Hulsebosch; * 7. April 1897 in Bergenfield; † 5. Januar 1982 in Chatham, Massachusetts) war ein US-amerikanischer Hindernisläufer.
Bei den Olympischen Spielen 1920 in Antwerpen wurde er über 3000 m Hindernis Sechster in 10:37,7 min. Im Vorlauf stellte er mit 10:26,8 min seine persönliche Bestzeit auf.